# (2182) Semirot
(2182) Semirot – planetoida z pasa głównego asteroid okrążająca Słońce w ciągu 5,57 lat w średniej odległości 3,14 au. Została odkryta 21 marca 1953 roku w Goethe Link Observatory w Brooklynie. Nazwa planetoidy upamiętnia Pierre’a Semirota (1907–1972) – francuskiego astronoma, dyrektora obserwatorium w Bordeaux w latach 1947–1970.